# Antoinette Murat
Marie Antoinette Murat (în franceză Marie Antoinette Murat, Princesse Murat; n. 5 ianuarie 1793; d. 19 ianuarie 1847) a fost membră a Casei Murat. Prin căsătoria cu Karl, Prinț de Hohenzollern-Sigmaringen, ea a devenit și membră a Casei de Hohenzollern-Sigmaringen și Prințesă consoartă de Hohenzollern-Sigmaringen. Marie Antoinette a fost nepoata lui Joachim Murat, rege al celor Două Sicilii din 1808 până în 1815 și cumnat al lui Napoleon Bonaparte, prin căsătoria cu sora mai mică a lui Napoleon, Caroline Bonaparte.
Marie Antoinette a fost bunica din partea paternă a regelui Carol I al României.

## Căsătorie și copii
La 4 februarie 1808, la Paris, Marie Antoinette s-a căsătorit cu Karl, Prinț Ereditar de Hohenzollern-Sigmaringen, fiul cel mare al lui Anton Aloys de Hohenzollern-Sigmaringen și a soției acestuia, Amalie Zephyrine de Salm-Kyrburg. Marie Antoinette și Karl au avut patru copii:
- Prințesa Annunziata Karoline Joachime Antoinette Amalie de Hohenzollern-Sigmaringen (6 iunie 1810 – 21 iunie 1885)
- Karl Anton Joachim Zephyrinus Friedrich Meinrad, Prinț de Hohenzollern-Sigmaringen (7 septembrie 1811 – 2 iunie 1885)
- Prințesa Amalie Antoinette Karoline Adrienne de Hohenzollern-Sigmaringen (30 aprilie 1815 – 14 ianuarie 1841)
- Prințesa Friederike Wilhelmine de Hohenzollern-Sigmaringen (24 martie 1820 – 7 septembrie 1906)